# Новости Юга (газета)
Но́вости Ю́га — общественно-политическая и литературная ежедневная газета. Издавалась в 1919 году в Харькове. Издатель — Харьковский союз военно-увечных. Главный редактор — Л. Яров. Закрыта большевиками в декабре 1919 года.

## Открытие
Первый номер газеты вышел 6 августа 1919 года. В ней публиковались сводки с фронтов, информация о сборах средств на нужды Добровольческой армии, литературные заметки. Из-за отсутствия типографских материалов газета выходила нерегулярно.

## Типография
Типография и редакция размещались по адресу: Харьков, улица Пушкинская, 4. 

## Закрытие
Газета была закрыта 12 декабря 1919 года после вступления в Харьков войск РККА.